# Episodi di All Stars
Questa voce contiene gli episodi della prima stagione della serie televisiva All Stars, trasmessi a partire dal 21 settembre 2010 su Italia 1.
La messa in onda della serie è stata sospesa dopo il 7º episodio a causa del basso del basso indice di share.

## Episodi
| nº | Titolo                    | Prima TV          | Spettatori | Share |
| -- | ------------------------- | ----------------- | ---------- | ----- |
| 1  | In cerca d'asilo          | 21 settembre 2010 | 2.241.000  | 7,90% |
| 2  | Chi la fa l'aspetti       | 28 settembre 2010 | 2.066.000  | 7,29% |
| 3  | Papà per un giorno        | 5 ottobre 2010    | 1.949.000  | 7,70% |
| 4  | Nessuno è perfetto        | 12 ottobre 2010   | 1.516.000  | 6,81% |
| 5  | Festa con sorpresa        | 19 ottobre 2010   | 1.562.000  | 5,97% |
| 6  | Siamo tutti fratelli      | 26 ottobre 2010   | 1.402.000  | 6,42% |
| 7  | Meglio tardi che mai      | 2 novembre 2010   | 1.498.000  | 6,27% |
| 8  | Tribuna d'onore           | -                 | -          | -     |
| 9  | Addio al celibato         | -                 | -          | -     |
| 10 | La trasferta              | -                 | -          | -     |
| 11 | L'ultima parata           | -                 | -          | -     |
| 12 | In memoria di te          | -                 | -          | -     |
| 13 | Dolce far niente          | -                 | -          | -     |
| 14 | Terapia                   | -                 | -          | -     |
| 15 | Il regalo più bello       | -                 | -          | -     |
| 16 | Il profumo della vittoria | -                 | -          | -     |
| 17 | Un angelo tra i pali      | -                 | -          | -     |
| 18 | Fair Play                 | -                 | -          | -     |
| 19 | Sesso debole              | -                 | -          | -     |
| 20 | Le ultime volontà         | -                 | -          | -     |

## In cerca d'asilo
- Diretto da: Armando Trivellini
- Scritto da:

## Chi la fa l'aspetti
- Diretto da: Armando Trivellini
- Scritto da:

## Papà per un giorno
- Diretto da: Armando Trivellini
- Scritto da:

## Nessuno è perfetto
- Diretto da: Armando Trivellini
- Scritto da:

## Festa con sorpresa
- Diretto da: Armando Trivellini
- Scritto da:

## Siamo tutti fratelli
- Diretto da: Armando Trivellini
- Scritto da:

## Meglio tardi che mai
- Diretto da: Armando Trivellini
- Scritto da:

## Tribuna d'onore
- Diretto da:
- Scritto da:

### Trama
- Guest star: Gianluca Fubelli (Bagarino)

## Addio al celibato
- Diretto da:
- Scritto da:

## La trasferta
- Diretto da:
- Scritto da:

## L'ultima parata
- Diretto da:
- Scritto da:

## In memoria di te
- Diretto da:
- Scritto da:

## Dolce far niente
- Diretto da:
- Scritto da:

## Terapia
- Diretto da:
- Scritto da:

### Trama
- Guest star: Andrea Pellizzari (Roberto Focchi)

## Il regalo più bello
- Diretto da:
- Scritto da:

## Il profumo della vittoria
- Diretto da:
- Scritto da:

## Un angelo tra i pali
- Diretto da:
- Scritto da:

## Fai Play
- Diretto da:
- Scritto da:

## Sesso debole
- Diretto da:
- Scritto da:

## Le ultime volontà
- Diretto da:
- Scritto da: